# Агентство НАТО з питань керування системою ACCS
ACCS — програма система повітряного командування та керування НАТО, яка призначена для заміни повітряного командування та керування в Європі з 2009 року. На найвищому рівні вона включає в себе комбінований центр повітряних операцій (CAOC), з якого керують повітряними бойовими діями. Рівнем нижче Центру керування повітрям (ACC), Центра розпізнавання (RAP) Центр виробництва (RPC) та Sencor Fusion Post (SFP). Програма включає в себе статичні елементи та елементи, що розгортаються.
Наглядові функції виконує Рада директорів ACCS, представники країн, що беруть участь в програмі НАТО ACCS. Рада несе відповідальність перед Генеральним секретарем НАТО для виконання програми. NACMA несе відповідальність за поточне керування програмою за наукової підтримки з боку колишнього NC3A (зараз частина NCIA), технічної підтримки NPC, матеріально-технічної підтримки від колишнього NAMSA (зараз частина NCIA) та оперативної від SHAPE. Контракт на будівництво ACCS була наданий консорціуму Air Command Systems International (ACSI) у листопаді 1999. З 2000 ACSI є частиною ThalesRaytheonSystems (TRS).
Комплексна Система Підтримки системи ACCS, при створені буде підтримуватись NATO Maintenance and Supply Agency (NAMSA) за допомоги NPC.